# Waleri Alexandrowitsch Pronkin
Waleri Alexandrowitsch Pronkin (russisch Валерий Александрович Пронкин, engl. Transkription Valeriy Alexandrovich Pronkin; * 15. Juni 1994 in Nischni Nowgorod) ist ein russischer Leichtathlet, der sich auf den Hammerwurf spezialisiert hat. 2017 wurde er bei den Weltmeisterschaften in London Vizeweltmeister. Seit diesem Jahr tritt er auch als einer der Authorised Neutral Athletes (ANA) an.

## Sportliche Laufbahn
Waleri Pronkin tritt seit 2010 in nationalen Meisterschaften an, damals neben dem Hammer auch noch mit dem Diskus. 2011 nahm er an den U18-Weltmeisterschaften in Lille, sowohl im Diskus- als auch im Hammerwurf teil. Im Diskus belegte er mit 56,39 m mit dem Wurfgewicht 1,5 kg den zehnten Platz im Finale, mit dem 5-Kilo-Hammer 66,06 m den neunten Platz nach der Qualifikation, der nicht für den Einzug ins Finale genügte. Ebenfalls im Juli warf er beim Europäischen Olympischen Jugendfestival in Trabzon mit dem Hammer mit 77,90 m deutlich weiter, die dort den vierten Platz bedeuteten. 
Bei den U20-Weltmeisterschaften 2012 in Barcelona, jetzt mit einem Wurfgewicht von 6 kg, warf Pronkin im Finale 74,51 m und wurde Achter. Ein Jahr später konnte er sich deutlich steigern und warf im Finale der U20-Europameisterschaften in Rieti 78,34 m, die ihm den Europameistertitel einbrachten. 2014 stieg er dann in Wettkämpfe im Erwachsenenbereich, mit dem Wurfgewicht von 7,26 kg, ein. Er qualifizierte sich für die U23-Europameisterschaften 2015 in Tallinn. Dort warf er 74,29 m und gewann damit die Silbermedaille. 
Im November folgte im Zuge des Enthüllungsskandals um das systematische Staatsdoping die Sperrung des russischen Verbandes, RusAF, weshalb seitdem die Athleten bei internationalen Wettkämpfen nicht als russische Mannschaft antreten dürfen. Seit 2017 tritt Pronkin für die Authorised Neutral Athletes an. Wie im Juli 2017 bekannt wurde, war er einer von 19 russischen Athleten, die an den Weltmeisterschaften in London teilnehmen durften. Ende Juli 2017 stellte Pronkin seine bis heute gültige Bestweite (Stand 2019) von 79,32 m auf. Einen Monat später konnte er mit dem Gewinn der Silbermedaille von den Weltmeisterschaften in London seinen bislang größten sportlichen Erfolg verzeichnen.
2021 warf Pronkin Ende Mai den Hammer auf 79,06 m und war damit für die Olympischen Sommerspiele in Tokio qualifiziert. Er zog in das Finale ein, das er schließlich auf dem achten Platz beendete.

## Wichtige Wettbewerbe
| Jahr                                                    | Veranstaltung             | Ort                  | Platz                | Disziplin            | Weite                |
| Startet für Russland                                    | Startet für Russland      | Startet für Russland | Startet für Russland | Startet für Russland | Startet für Russland |
| ------------------------------------------------------- | ------------------------- | -------------------- | -------------------- | -------------------- | -------------------- |
| 2011                                                    | U18-Weltmeisterschaften   | Lille                | 10.                  | Diskuswurf (1,5 kg)  | 56,39 m              |
| 2011                                                    | U18-Weltmeisterschaften   | Lille                | 9.                   | Hammerwurf (5 kg)    | 66,06 m              |
| 2012                                                    | U20-Weltmeisterschaften   | Barcelona            | 8.                   | Hammerwurf (6 kg)    | 74,51 m              |
| 2013                                                    | U20-Europameisterschaften | Rieti                | 1.                   | Hammerwurf (6 kg)    | 78,34 m              |
| 2015                                                    | U23-Europameisterschaften | Tallinn              | 2.                   | Hammerwurf           | 74,29 m              |
| Startet als Authorised Neutral Athlete bzw. für das ROC |                           |                      |                      |                      |                      |
| 2017                                                    | Weltmeisterschaften       | London               | 2.                   | Hammerwurf           | 78,16 m              |
| 2021                                                    | Olympische Sommerspiele   | Tokio                | 8.                   | Hammerwurf           | 76,72 m              |

## Persönliche Bestleistungen
- Hammerwurf: 81,12 m, 13. Februar 2022, Sotschi